# 卡洛斯·安納亞
卡洛斯·安納亞（Carlos Anaya，1777年11月4日—1862年6月18日），烏拉圭政治人物和歷史學家，1834年至1835年擔任烏拉圭總統。

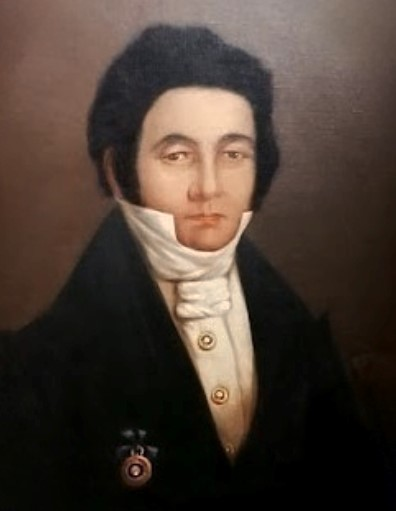
卡洛斯·安納亞

## 生平
1825年，卡洛斯·安納亞參與起草乌拉圭独立宣言。1832年至1838年担任烏拉圭参议员。1834年至1835年和1837年至1838年兩度担任乌拉圭参议院议长。